# AAA (zespół muzyczny)
AAA (jap. トリプル・エー Toripuru Ē; Triple A) – japoński zespół muzyczny wykonujący utwory z gatunku j-pop oraz dance, powstały w 2005 roku. Po obchodach 15-lecia, grupa oficjalnie zakończył działalność.
Skrót AAA jest akronimem od pełnej nazwy, Attack All Around.
Grupa została utworzona poprzez przesłuchania prowadzone przez wytwórnię Avex. Grupa pierwotnie składała się z pięciu młodych mężczyzn i trzech młodych kobiet, którzy występowali w reklamach i mieli doświadczenie jako tancerze dla innych japońskich gwiazd, takich jak Ayumi Hamasaki oraz Ami Suzuki.

## Dyskografia

### Albumy studyjne
| Rok                                            | Dane dot. albumu                                                                                    | Ranking             | Ranking                    | Sprzedaż     | Certyfikaty RIAJ |
| Rok                                            | Dane dot. albumu                                                                                    | Oricon Albums Chart | Billboard Japan Top Albums | Sprzedaż     | Certyfikaty RIAJ |
| ---------------------------------------------- | --------------------------------------------------------------------------------------------------- | ------------------- | -------------------------- | ------------ | ---------------- |
| 2006                                           | ATTACK - Wydany: 1 stycznia 2006 - Wytwórnia: Avex Trax - Format: CD, digital download              | 16                  | —                          | JPN: 33 000  |                  |
| 2007                                           | ALL - Wydany: 1 stycznia 2007 - Wytwórnia: Avex Trax - Format: CD, digital download                 | 24                  | —                          |              |                  |
| 2007                                           | AROUND - Wydany: 19 września 2007 - Wytwórnia: Avex Trax - Format: CD, digital download             | 8                   | —                          | JPN: 28 000  |                  |
| 2009                                           | depArture - Wydany: 11 lutego 2009 - Wytwórnia: Avex Trax - Format: CD, digital download            | 4                   | 6                          | JPN: 24 000  |                  |
| 2010                                           | HEARTFUL - Wydany: 17 lutego 2010 - Wytwórnia: Avex Trax - Format: CD, digital download             | 3                   | 5                          | JPN: 50 543  |                  |
| 2011                                           | Buzz Communication - Wydany: 16 lutego 2011 - Wytwórnia: Avex Trax - Format: CD, digital download   | 2                   | 2                          | JPN: 71 744  |                  |
| 2012                                           | 777 ~Triple Seven~ - Wydany: 22 sierpnia 2012 - Wytwórnia: Avex Trax - Format: CD, digital download | 2                   | 2                          | JPN: 65 235  |                  |
| 2013                                           | Eighth Wonder - Wydany: 18 września 2013 - Wytwórnia: Avex Trax - Format: CD, digital download      | 1                   | 1                          | JPN: 64 535  |                  |
| 2014                                           | GOLD SYMPHONY - Wydany: 1 października 2014 - Wytwórnia: Avex Trax - Format: CD, digital download   | 1                   | 1                          | JPN: 82 350  | Złoty            |
| 2017                                           | WAY OF GLORY - Wydany: 22 lutego 2017 - Wytwórnia: Avex Trax - Format: CD, digital download         | 1                   | 1                          | JPN: 135 082 | Złoty            |
| 2018                                           | COLOR A LIFE - Wydany: 29 sierpnia 2018 - Wytwórnia: Avex Trax - Format: CD, digital download       | 1                   | 7                          |              | Złoty            |
| "–" oznacza, że wydawnictwo nie było notowane. | |                     |                            |              |                  |

### Wydania DVD
- 1st ATTACK at SHIBUYA-AX (2006)
- 2nd ATTACK at Zepp Tokyo on 29th of June 2006 (2006)
- 1st Anniversary Live -3rd ATTACK 060913- at Nippon Budokan (1st Anniversary Live -3rd ATTACK 060913- at 日本武道館) (2009)
- AAA TOUR 2007 4th ATTACK at SHIBUYA-AX on 4th of April (2009)
- AAA 2nd Anniversary Live -5th ATTACK 070922- Nippon Budokan (AAA 2nd Anniversary Live -5th ATTACK 070922- 日本武道館) (2009)
- AAA TOUR 2008 -ATTACK ALL AROUND- at NHK HALL on 4th of April (2009)
- 3rd Anniversary Live 080922-080923 NIPPON BUDOKAN (AAA 3rd Anniversary Live 080922-080923 日本武道館) (2009)
- AAA TOUR 2012 -777- TRIPLE SEVEN (2013)
- [2013.12.25] AAA TOUR 2013 Eighth Wonder (Digital)
- LIVE from AAA TOUR 2013 Eighth Wonder (2013)
- AAA Special Live 2016 in Dome -FANTASTIC OVER- SET LIST (2017)